# Ajitgarh

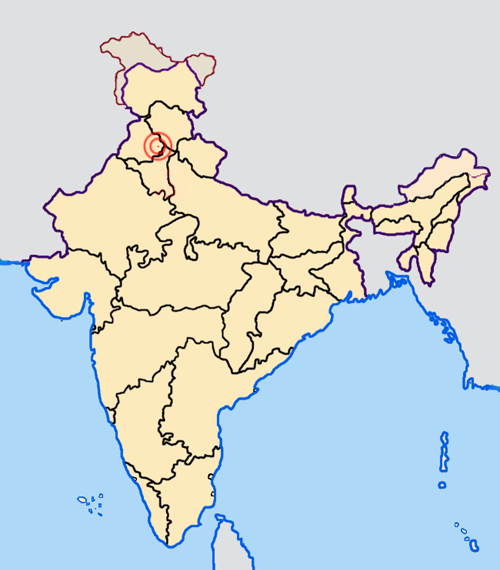
Stadens läge i Indien.

Ajitgarh (tidigare Sahibzada Ajit Singh Nagar, S.A.S. Nagar eller Mohali) är en stad i delstaten Punjab i norra Indien. Staden är belägen strax väster om staden och unionsterritoriet Chandigarh. Nuvarande namn fick staden i början av 2012. Folkmängden uppgick till 146 213 invånare vid folkräkningen 2011.